# Anahí Suárez
Gabriela Anahí Suárez (nascida a 2 de fevereiro de 2001) é uma velocista do Equador.
Em 2018 ela conquistou o ouro nos 200 metros no Campeonato Sul-americano de Sub-18 de Atletismo. Ela também ganhou o bronze nos 100 metros nos Jogos Olímpicos da Juventude de Verão de 2018.